# Passalora loranthincola
Passalora loranthincola är en svampart som först beskrevs av Franz Petrak, och fick sitt nu gällande namn av U. Braun 1995. Passalora loranthincola ingår i släktet Passalora och familjen Mycosphaerellaceae.   Inga underarter finns listade i Catalogue of Life.